# Squadra austriaca di Coppa Davis
La squadra austriaca di Coppa Davis rappresenta l'Austria nella Coppa Davis, ed è posta sotto l'egida della Federazione Austriaca di Tennis.
La squadra partecipa alla competizione dal 1905, ma non ha mai vinto la manifestazione. Ad oggi il suo miglior risultato sono le semifinali dell'edizione 1990, che l'Austria perse a Vienna contro gli Stati Uniti per 3-2.

## Organico 2024
Vengono di seguito illustrati i convocati per ogni singolo turno della Coppa Davis 2024. A sinistra dei nomi la nazione affrontata e il risultato finale. Fra parentesi accanto ai nomi, il ranking del giocatore nel momento della disputa degli incontri (la "d" indica che il ranking corrisponde alla specialità del doppio).
| Gruppo Mondiale I - Playoff | Gruppo Mondiale I - Playoff                                                         |
| Irlanda (4-0)               | Sebastian Ofner (40) Dominic Thiem (90) Alexander Erler (37 d) Lucas Miedler (39 d) |
| --------------------------- | ----------------------------------------------------------------------------------- |

| Gruppo Mondiale I - Turno principale | Gruppo Mondiale I - Turno principale                                                                      |
| Turchia (3-0)                        | Jurij Rodionov (170) Filip Misolic (225) Lukas Neumayer (262) Alexander Erler (46 d) Lucas Miedler (58 d) |
| ------------------------------------ | --- |

## Risultati
= Incontro del Gruppo Mondiale

### 2010-2019
| Anno | Turno                          | Data            | Sede                   | Avversario  | Punteggio | Esito     |
| ---- | ------------------------------ | --------------- | ---------------------- | ----------- | --------- | --------- |
| 2010 | Gruppo I, 2º turno             | 5-7 marzo       | Bad Gleichenberg (AUT) | Slovacchia  | 3–2       | Vittoria  |
| 2010 | Spareggi Gruppo Mondiale       | 16-19 settembre | Tel Aviv (ISR)         | Israele     | 3–2       | Vittoria  |
| 2011 | Gruppo Mondiale, 1º turno      | 4-6 marzo       | Vienna (AUT)           | Francia     | 2–3       | Sconfitta |
| 2011 | Spareggi Gruppo Mondiale       | 16-18 settembre | Anversa (BEL)          | Belgio      | 4–1       | Vittoria  |
| 2012 | Gruppo Mondiale, 1º turno      | 10-12 febbraio  | Wiener Neustadt (AUT)  | Russia      | 3–2       | Vittoria  |
| 2012 | Gruppo Mondiale, Quarti        | 6-8 aprile      | Oropesa del Mar (ESP)  | Spagna      | 1–4       | Sconfitta |
| 2013 | Gruppo Mondiale, 1º turno      | 1-3 febbraio    | Astana (KAZ)           | Kazakistan  | 1–3       | Sconfitta |
| 2013 | Spareggi Gruppo Mondiale       | 13-15 settembre | Groninga (NLD)         | Paesi Bassi | 0–5       | Sconfitta |
| 2014 | Gruppo I, 2º turno             | 4-6 aprile      | Bratislava (SVK)       | Slovacchia  | 1–4       | Sconfitta |
| 2014 | Gruppo I, Play-out             | 12-14 settembre | Valmiera (LVA)         | Lettonia    | 3-2       | Vittoria  |
| 2015 | Gruppo I, 1º turno             | 6-8 marzo       | Örebro (SWE)           | Svezia      | 3-2       | Vittoria  |
| 2015 | Gruppo I, 2º turno             | 17-19 luglio    | Kitzbühel (NLD)        | Paesi Bassi | 2-3       | Sconfitta |
| 2016 | Gruppo I, 1º turno             | 4-6 marzo       | Guimarães (PRT)        | Portogallo  | 4-1       | Vittoria  |
| 2016 | Gruppo I, 2º turno             | 15-17 luglio    | Kiev (UKR)             | Ucraina     | 2-3       | Sconfitta |
| 2017 | Gruppo I, 2º turno             | 7-9 aprile      | Minsk (BLR)            | Bielorussia | 1-3       | Sconfitta |
| 2017 | Gruppo I, Play-out             | 15-17 settembre | Wels (AUT)             | Romania     | 4-1       | Vittoria  |
| 2018 | Gruppo I, 1º turno             | 1-3 febbraio    | Sankt Pölten (AUT)     | Bielorussia | 5-0       | Vittoria  |
| 2018 | Gruppo I, 2º turno             | 5-7 aprile      | Mosca (RUS)            | Russia      | 3-1       | Vittoria  |
| 2018 | Spareggi Gruppo Mondiale       | 14-16 settembre | Graz (AUT)             | Australia   | 3-1       | Vittoria  |
| 2019 | Qualificazioni Gruppo Mondiale | 1-2 febbraio    | Salisburgo (AUT)       | Cile        | 2-3       | Sconfitta |
| 2019 | Gruppo I, Play-off             | 12-14 settembre | Helsinki (FIN)         | Finlandia   | 3-2       | Vittoria  |

### 2020-2029
| Anno | Turno                               | Data            | Sede                     | Avversario    | Punteggio | Esito     |
| ---- | ----------------------------------- | --------------- | ------------------------ | ------------- | --------- | --------- |
| 2021 | Qualificazioni Gruppo Mondiale      | 6-7 marzo       | Premstätten (AUT)        | Uruguay       | 3-1       | Vittoria  |
| 2021 | Gruppo Mondiale, Round Robin        | 26 novembre     | Innsbruck (AUT)          | Serbia        | 0-3       | Sconfitta |
| 2021 | Gruppo Mondiale, Round Robin        | 28 novembre     | Innsbruck (AUT)          | Germania      | 1-2       | Sconfitta |
| 2022 | Qualificazioni Gruppo Mondiale      | 4-5 marzo       | Seoul (KOR)              | Corea del Sud | 1-3       | Sconfitta |
| 2022 | Gruppo Mondiale I, Turno principale | 16-17 settembre | Tulln an der Donau (AUT) | Pakistan      | 4-0       | Vittoria  |
| 2023 | Qualificazioni Gruppo Mondiale      | 4-5 febbraio    | Fiume (HRV)              | Croazia       | 1-3       | Sconfitta |
| 2023 | Gruppo Mondiale I, Turno principale | 15-16 settembre | Schwechat (AUT)          | Portogallo    | 1-3       | Sconfitta |
| 2024 | Gruppo Mondiale I, Playoff          | 3-4 febbraio    | Limerick (IRL)           | Irlanda       | 4-0       | Vittoria  |
| 2024 | Gruppo Mondiale I, Turno principale | 13-14 settembre | Bad Waltersdorf (AUT)    | Turchia       | 3-0       | Vittoria  |

## Statistiche giocatori
Di seguito la classifica dei tennisti austriaci con almeno una partecipazione in Coppa Davis, ordinati in base al numero di vittorie. In caso di parità si tiene conto del maggior numero di incontri disputati; in caso di ulteriore parità viene dato più valore agli incontri in singolare; come quarto e ultimo criterio viene considerata la data d'esordio. In grassetto quelli tuttora in attività.

Aggiornato alla Coppa Davis 2025 (Austria-Finlandia 4-0).
| #  | Tennista                 | Singolare | Doppio | Totale |
| -- | ------------------------ | --------- | ------ | ------ |
| 1  | Thomas Muster            | 36–8      | 9–10   | 45–18  |
| 2  | Jürgen Melzer            | 22–29     | 15–12  | 37–41  |
| 3  | Hans Kary                | 22–15     | 11–10  | 33–25  |
| 4  | Franz-Wilhelm Matejka    | 20–9      | 2–4    | 22–13  |
| 5  | Horst Skoff              | 21–13     | 1–4    | 22–17  |
| 6  | Franz Saiko              | 18–8      | 4–5    | 22–13  |
| 7  | Stefan Koubek            | 20–19     | 0–0    | 20–19  |
| 8  | Alex Antonitsch          | 6–8       | 13–14  | 19–22  |
| 9  | Peter Feigl              | 12–12     | 7–6    | 19–18  |
| 10 | Georg von Metaxa         | 9–10      | 10–6   | 19–16  |
| 11 | Herman von Artens        | 14–13     | 4–9    | 18–22  |
| 12 | Julian Knowle            | 1–0       | 11–13  | 12–13  |
| 13 | Alexander Peya           | 4–6       | 7–10   | 11–16  |
| 14 | Alfred Huber             | 7–10      | 4–5    | 11–15  |
| 15 | Dominic Thiem            | 10–6      | 1–2    | 11–8   |
| 16 | Oliver Marach            | 4–1       | 7–6    | 11–7   |
| 17 | Markus Hipfl             | 10–4      | 0–0    | 10–4   |
| 18 | Dennis Novak             | 9–8       | 0–0    | 9–8    |
| 19 | Ladislav Legenstein      | 5–4       | 4–2    | 9–6    |
| 20 | Peter Pokorny            | 5–16      | 3–9    | 8–25   |
| 21 | Robert Reininger         | 6–5       | 1–1    | 7–6    |
| 22 | Lucas Miedler            | 1–0       | 6–1    | 7–1    |
| 23 | Detlef Herdy             | 3–8       | 3–4    | 6–12   |
| 24 | Andreas Haider-Maurer    | 6–5       | 0–0    | 6–5    |
| 25 | Alexander Erler          | 0–0       | 6–1    | 6–1    |
| 26 | Franz Hainka             | 3–7       | 2–2    | 5–9    |
| 27 | Adam Baworowski          | 3–4       | 2–3    | 5–7    |
| 28 | Bernhard Pils            | 5–5       | 0–1    | 5–6    |
| 29 | Jurij Rodionov           | 5-5       | 0–0    | 5–5    |
| 30 | Gerald Mild              | 3–0       | 2–2    | 5–2    |
| 31 | Ludwig Salm-Hoogstraeten | 3–3       | 1–5    | 4–8    |
| 32 | Gerald Melzer            | 4-6       | 0-0    | 4-6    |
| 33 | Cliff Letcher            | 2–2       | 2–2    | 4–4    |
| 34 | Ernst Blanke             | 2–7       | 1–3    | 3–10   |
| 35 | Gilbert Schaller         | 3–6       | 0–0    | 3–6    |
| 36 | Philipp Oswald           | 0–0       | 3–4    | 3–4    |
| 37 | Wolfgang Schranz         | 2–1       | 1–2    | 3–3    |
| 38 | Norbert Klatil           | 2–2       | 1–0    | 3–2    |

| #  | Tennista            | Singolare | Doppio | Totale |
| -- | ------------------- | --------- | ------ | ------ |
| 39 | Martin Fischer      | 3–1       | 0–0    | 3–1    |
| 40 | Paul Brick          | 2–3       | 0–1    | 2–4    |
| 41 | Georg Pazderka      | 1–3       | 1–1    | 2–4    |
| 42 | Gerald Mandl        | 1–2       | 1–2    | 2–4    |
| 43 | Hans-Peter Kandler  | 2–2       | 0–0    | 2–2    |
| 44 | Lukas Neumayer      | 2-0       | 0-0    | 2-0    |
| 45 | Filip Misolic       | 2–0       | 0–0    | 2–0    |
| 46 | Sebastian Ofner     | 1–3       | 0–0    | 1–3    |
| 47 | Thomas Buchmayer    | 1–1       | 0–2    | 1–3    |
| 48 | Gerhard Wimmer      | 0–2       | 1–1    | 1–3    |
| 49 | Ingo Wimmer         | 0–2       | 1–1    | 1–3    |
| 50 | Thomas Prerovsky    | 1–1       | 0–0    | 1–1    |
| 51 | Thomas Strengberger | 0–0       | 1–1    | 1–1    |
| 52 | Klaus Oberparleiter | 1–0       | 0–0    | 1–0    |
| 53 | Konstantin Gruber   | 1–0       | 0–0    | 1–0    |
| 54 | Rainer Eitzinger    | 1–0       | 0–0    | 1–0    |
| 55 | Ernst Walter        | 0–0       | 1–0    | 1–0    |
| 56 | Michael Haberl      | 0–0       | 1–0    | 1–0    |
| 57 | Wilhelm Brosch      | 0–0       | 1–0    | 1–0    |
| 58 | Gustav Specht       | 0–6       | 0–1    | 0–7    |
| 59 | Dieter Schultheiss  | 0–6       | 0–0    | 0–6    |
| 60 | Rudolf Hoskowetz    | 0–1       | 0–3    | 0–4    |
| 61 | Kurt von Wessely    | 0–2       | 0–1    | 0–3    |
| 62 | Rolf Kinzl          | 0–2       | 0–1    | 0–3    |
| 63 | Udo Plamberger      | 0–1       | 0–2    | 0–3    |
| 64 | Ljubomir Czajkowsky | 0–2       | 0–0    | 0–2    |
| 65 | Werner Eschauer     | 0–2       | 0–0    | 0–2    |
| 66 | Daniel Koellerer    | 0–2       | 0–0    | 0–2    |
| 67 | Clemens Trimmel     | 0–1       | 0–1    | 0–2    |
| 68 | Peter Boeck         | 0–0       | 0–2    | 0–2    |
| 69 | Herbert Kinzl       | 0–0       | 0–2    | 0–2    |
| 70 | Marco Mirnegg       | 0–1       | 0–0    | 0–1    |
| 71 | Hans Hardwich       | 0–0       | 0–1    | 0–1    |
| 72 | Herbert Holzer      | 0–0       | 0–1    | 0–1    |
| 73 | Georg Blumauer      | 0–0       | 0–1    | 0–1    |
| 74 | Fritz Kolbinger     | 0–0       | 0–1    | 0–1    |
| 75 | Otto Relly          | 0–0       | 0–1    | 0–1    |
| 76 | Otto Salm           | 0–0       | 0–1    | 0–1    |

## Andamento
La seguente tabella riflette l'andamento della squadra dal 1990 ad oggi.
| Pos.           | 90 | 91 | 92 | 93 | 94 | 95 | 96 | 97 | 98 | 99 | 00 | 01 | 02 | 03 | 04 | 05 | 06 | 07 | 08 | 09 | 10 | 11 | 12 | 13 | 14 | 15 | 16 | 17 | 18 | 19 | 21 | 22 | 23 | 24 |
| -------------- | -- | -- | -- | -- | -- | -- | -- | -- | -- | -- | -- | -- | -- | -- | -- | -- | -- | -- | -- | -- | -- | -- | -- | -- | -- | -- | -- | -- | -- | -- | -- | -- | -- | -- |
| Campione       |    |    |    |    |    |    |    |    |    |    |    |    |    |    |    |    |    |    |    |    |    |    |    |    |    |    |    |    |    |    |    |    |    |    |
| Finalista      |    |    |    |    |    |    |    |    |    |    |    |    |    |    |    |    |    |    |    |    |    |    |    |    |    |    |    |    |    |    |    |    |    |    |
| SF             |    |    |    |    |    |    |    |    |    |    |    |    |    |    |    |    |    |    |    |    |    |    |    |    |    |    |    |    |    |    |    |    |    |    |
| QF             |    |    |    |    |    |    |    |    |    |    |    |    |    |    |    |    |    |    |    |    |    |    |    |    |    |    |    |    |    |    |    |    |    |    |
| OF             |    |    |    |    |    |    |    |    |    |    |    |    |    |    |    |    |    |    |    |    |    |    |    |    |    |    |    |    |    |    |    |    |    |    |
| Qualificazioni | x  | x  | x  | x  | x  | x  | x  | x  | x  | x  | x  | x  | x  | x  | x  | x  | x  | x  | x  | x  | x  | x  | x  | x  | x  | x  | x  | x  | x  |    |    |    |    |    |
| Gruppo I       |    |    |    |    |    |    |    |    |    |    |    |    |    |    |    |    |    |    |    |    |    |    |    |    |    |    |    |    |    |    |    |    |    |    |
| Gruppo II      |    |    |    |    |    |    |    |    |    |    |    |    |    |    |    |    |    |    |    |    |    |    |    |    |    |    |    |    |    |    |    |    |    |    |
| Gruppo III     | x  | x  |    |    |    |    |    |    |    |    |    |    |    |    |    |    |    |    |    |    |    |    |    |    |    |    |    |    |    |    |    |    |    |    |
| Gruppo IV      | x  | x  | x  | x  | x  | x  | x  |    |    |    |    |    |    | x  |    |    |    |    |    |    | x  | x  | x  | x  | x  | x  | x  | x  | x  | x  |    |    |    |    |

Legenda
- Campione: La squadra ha conquistato la Coppa Davis.
- Finalista: La squadra ha disputato e perso la finale.
- SF: La squadra è stata sconfitta in semifinale.
- QF: La squadra è stata sconfitta nei quarti di finale.
- OF: La squadra è stata sconfitta negli ottavi di finale (1º turno). Dal 2019 sostituito dal Round Robin.
- Qualificazioni: La squadra è stata sconfitta al turno di qualificazione. Istituito nel 2019.
- Gruppo I: La squadra ha partecipato al Gruppo I della propria zona di appartenenza.
- Gruppo II: La squadra ha partecipato al Gruppo II della propria zona di appartenenza.
- Gruppo III: La squadra ha partecipato al Gruppo III della propria zona di appartenenza.
- Gruppo IV: La squadra ha partecipato al Gruppo IV della propria zona di appartenenza.
- x: Ove presente, la x indica che in quel determinato anno, il Gruppo in questione non è esistito.